# Ponthieva racemosa
Ponthieva racemosa är en orkidéart som först beskrevs av Thomas Walter, och fick sitt nu gällande namn av Charles Theodore Karl Theodor Mohr. Ponthieva racemosa ingår i släktet Ponthieva och familjen orkidéer. Inga underarter finns listade i Catalogue of Life.

## Bildgalleri

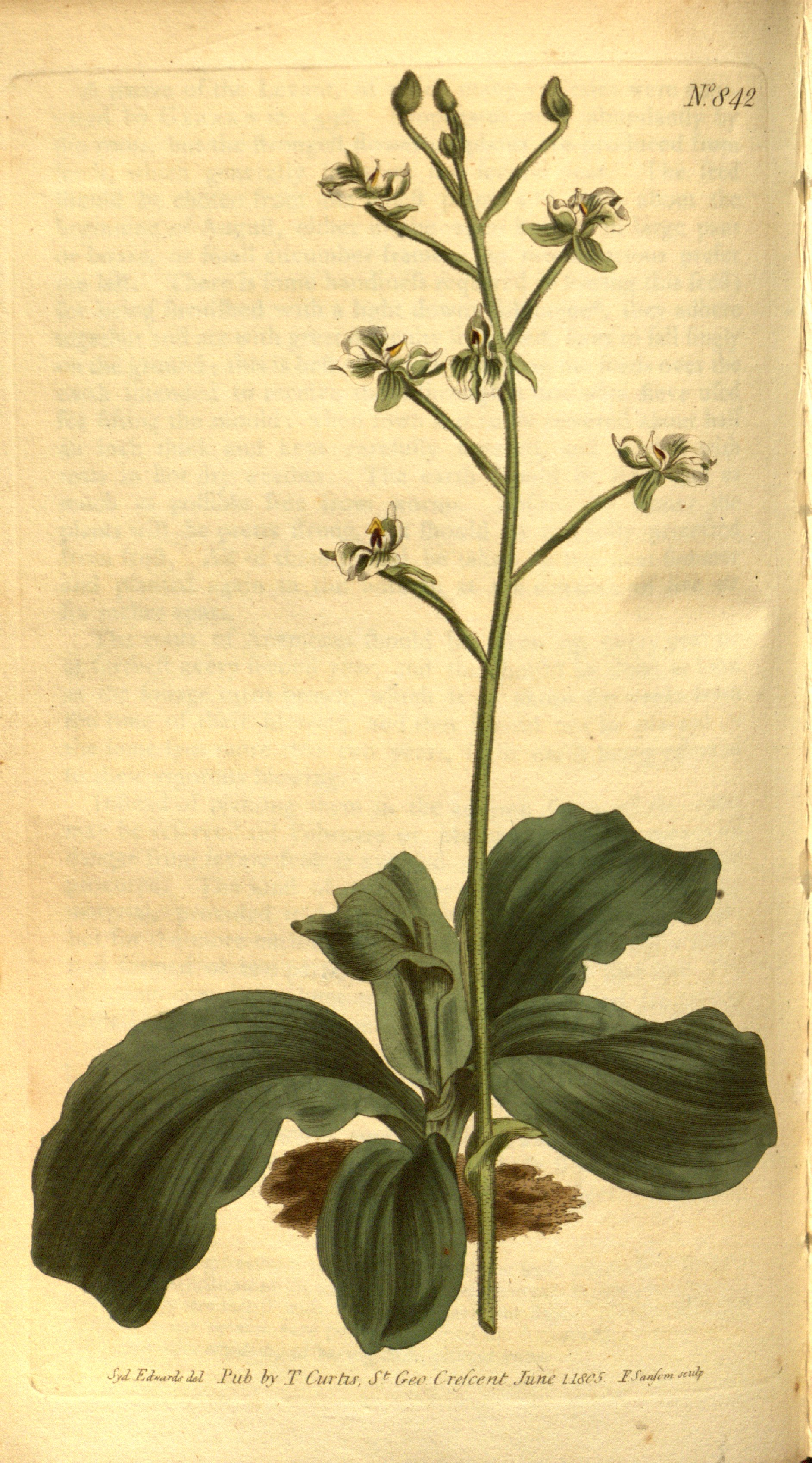